# Wieża ciśnień w Drezdenku
Wieża ciśnień w Drezdenku – wieża wodna znajdująca się na terenie Miejskiego Zakładu Wodociągów i Kanalizacji przy ul. Niepodległości. Zbudowana w latach 1906–1907 według projektu inż. Heinricha Ehlerta z Düsseldorfu w stylu neogotyckim.

## Opis
Wieża składa się ze stalowego zbiornika wodnego typu Inze oraz murowanego z cegły trzonu, na którym wspiera się zbiornik wodny. W osobnych budynkach stojących na terenie kompleksu budynków komunalnych znalazła się instalacja uzdatniania wody i stacja pomp. Murowany z czerwonej cegły trzon zwęża się ku górze, jego dolna część jest ośmioboczna, a u góry kolista. Wejściem znajdującym się po wschodniej stronie wchodzimy do sześciokondygnacyjnego wnętrza wieży.
Stan techniczny wieży jest zły. Wieża ma 35 metrów wysokości i w najszerszym punkcie 8 m średnicy.

## Historia
Wieża została zbudowana w stylu neogotyckim. Gdy w 1992 roku zostało zbudowane nowe ujęcie wody w Radowie, przestała spełniać swoją rolę i Przedsiębiorstwo Gospodarki Komunalnej i Mieszkaniowej nie przeprowadzało już jej remontów. Już w 2008 roku proponowano przejęcie opieki nad nią Radzie Miejskiej w Drezdenku, ale nie było na to funduszy. Dopiero w lipcu 2011 opiekę nad wieżą przejęła gmina. 
W roku 2025 rozpoczął się remont wieży wraz z przebudową terenu wokół niej. Ogłoszono publiczne głosowanie na najlepszy projekt. 